# Amsterdam Museumnacht
De Museumnacht Amsterdam is een evenement in Amsterdam op elke eerste zaterdag van november. Naast de vaste collecties zijn er diverse bijzondere optredens, muziekvoorstellingen, etc. De Museumnacht wordt sinds 2000 georganiseerd, in navolging van Berlijn, waar de eerste museumnacht drie jaar tevoren plaatsvond. In 2020 ging het evenement niet door vanwege de COVID-19-pandemie.
Het initiatief in Nederland werd opgepakt door het OAM. In 2014 vond de vijftiende editie plaats. Van 19.00 tot 02.00 uur waren 50 niet-commerciële culturele instellingen in de hoofdstad voor publiek geopend, die 27.500 bezoekers trokken. In 2013 was het aantal bezoekers gestegen tot 30.000. In 2014 waren de 32.000 beschikbare kaarten in recordtijd uitverkocht. Ook in 2015 was dat het geval.
Het idee van de Museumnacht is ontstaan om jongeren van 18 - 35 jaar kennis te laten maken met musea bij hen in de buurt en zo ook meer bezoekers naar de musea te lokken. In de loop der jaren is de Museumnacht uitgegroeid tot een evenement dat een breed publiek uit voornamelijk Amsterdam trekt. De eerste zaterdag van november is gekozen omdat in die maand de musea de laagste bezoekersaantallen kennen.
Er zijn meerdere concepten die op dit idee zijn geïnspireerd. Naast de Museumnacht heeft Amsterdam bijvoorbeeld ook een hotelnacht.
De organisatie van de Museumnacht Amsterdam is in handen van N8. Deze stichting bestaat sinds 2003 en bestaat uit vier medewerkers en wordt geleid door een bestuur. De medewerkers van N8 zijn niet ouder dan 27 jaar, dit betekent dat zij in ieder geval na drie jaar plaats moeten maken voor nieuw talent. Dit opvallende beleid wordt gehanteerd om de organisatie jong te houden. Naast de Museumnacht organiseert N8 ook andere evenementen om jongeren het hele jaar door naar musea te trekken. Daarnaast houdt het dagelijks een blog bij om belangstellenden op de hoogte te houden van de activiteiten in musea.